# Bastien Lucas
Bastien Lucas est un chanteur, auteur-compositeur-interprète français, né le 17 mai 1981, à Calais.

## Biographie
Enfant, Bastien Lucas apprend le piano classique. À 11 ans, il se met à la guitare en autodidacte pour jouer les chansons de Francis Cabrel, alors sa seule référence musicale. Deux ans plus tard, il écrit ses premières chansons.
Au lycée, alors qu'il s'ouvre au rock international, il découvre de manière plus approfondie le répertoire classique. Après le bac, il s'inscrit en faculté de musicologie à Tours. Il y étudie les règles d'écriture de l'harmonie en musique classique tout en découvrant de nouveaux groupes de rock indépendant. Reprochant à la chanson ses suites d'accords souvent semblables, et à la "grande musique" ses excès de durée et d'emphase qui la rendent indigeste au "grand public", il cherche à réaliser dans ses chansons une synthèse entre chanson à texte et composition rigoureuse, à l'instar de William Sheller ou The Divine Comedy. Ces deux parcours musicaux parallèles conduisent Bastien à acquérir une expérience de concerts très éclectiques, aussi bien en polyphonie vocale de la Renaissance, qu'en jazz vocal, en concerto, ou en pop rock au sein d'un groupe de reprises (Radiohead, Alanis Morissette, Muse...).
En 2004, après une reprise solo du titre Extrême, il est invité par Daran, son interprète original, à la jouer lors des concerts parisiens de la tournée. Bastien se décide alors à présenter ses propres chansons lors de dates récurrentes dans plusieurs bars de la capitale, en variant d'un jour à l'autre les arrangements, les titres joués et les rencontres (Lionel Melka, French Paradoxe, Vincent Baguian, Ici & lui, Marjolaine Piémont, Ben Mazué...).
Bastien termine en décembre 2006 d'enregistrer son premier album, Essai, produit et réalisé par Gabriel Yacoub (fondateur du groupe Malicorne) sous son label Le Roseau (sorti en février 2007). Cet album obtient un coup de cœur de l'Académie Charles-Cros. Bertrand Dicale parlera dans Le Figaro d'un disque passionnant, limpide et lumineux.
En 2007 et 2008, son tour d'Essai le mène dans diverses régions de France. Seul en scène, Bastien Lucas passe du piano à la guitare dans des enchaînements toujours différents, qu'il archive sur son site. Début 2009, il reçoit le Prix Musique du Festival Ici et Demain qui lui permet de jouer au Théâtre du Châtelet et aux Trois Baudets.
À la rentrée 2009, il sort un premier enregistrement public capté à la Sorbonne, accompagné des annexes de son premier album : Cahiers d'Essai. Ce projet s’inscrit dans une démarche globale : disque, livre et bonus divers multimédias. Cet album est promu grâce à la tournée La Musique au logis, une série de concerts chez l’habitant.
Le 10 août 2010, il assure la première partie d'Olivia Ruiz devant 30 000 personnes sur la plage du Lavandou (83).
À la rentrée 2010, il participe au Grand 8, résidence franco-québécoise permettant à 4 artistes français et 4 artistes québécois de travailler ensemble. Début 2011, il entre en résidence avec Presque Oui et Marc Delmas à la demande de l’association Bordeaux Chanson pour créer un spectacle autour de leurs répertoires : La partie à trois. Ces expériences lui donnent le goût des collaborations artistiques et il signe tour à tour des arrangements de cordes, des textes et des musiques (Laura Mayne, Geneviève Morissette, Émilie Bold, Lou Ysar...).
Entre 2011 et 2012, il compose et écrit un conte musical pour enfants, L’essence des saisons, anime des ateliers d’écriture en milieu scolaire (Amboise, Saint-Amand-Montrond, Vierzon...), compose des musiques de courts-métrages et cosigne les arrangements et la réalisation du premier album de son amie Liz Van Deuq.
En décembre 2012, il propose un album de quatre titres, À la quarte, enregistré avec un quatuor à cordes de la Sorbonne. Bastien y cosigne les arrangements avec Thomas David. Ils en profitent pour entrer ensemble en résidence et créer un nouveau spectacle où, pour la première fois, Bastien n’est plus seul en scène. Articulé autour d'un livre prétendument écrit par Frédéric Chopin, De l’art d’apprivoiser la scène et son public, Bastien s'amuse avec les codes du spectacle vivant et présente ses chansons dans un habillage légèrement électro. Par ailleurs, en tant que claviériste, il accompagne ponctuellement le songwriter Duncan Sheik.
Au printemps 2014, un EP composé de quatre titres  réalisé par Daran, L’autre bout du globe, annonce un album de 12 titres, à venir durant l'hiver 2015. Fin 2015, les musiques de cet EP sont chantées a cappella et en latin par les Chantres de Saint-Marcel en Berry sous la forme de chant grégorien (Kyrie, Gloria, Credo, Sanctus, Agnus Dei).
Le 21 décembre 2014, il propose un concert original via Internet : chantant dans son salon, les spectateurs peuvent réagir en live, dans le leur.
En décembre 2015, il ouvre le festival Aurores Montréal, seul festival parisien entièrement consacré aux scènes émergentes canadiennes.
En 2019, Bastien Lucas est parmi les sept finalistes du neuvième prix Georges-Moustaki. La même année, il joue au piano et dirige les cordes sur l'album Aime la vie de Florent Pagny, avec des arrangements de Daran.

## Discographie
- 2007 : Essai (premier album) : 01. Le banc (avec Gabriel Yacoub) - 02. Je viens vers toi - 03. Une croix sur soi - 04. La première - 05. Absent - 06. Sans rancune - 07. Comme à la guerre - 08. J'aurais dû - 09. Autant - 10. Pour toi - 11. Plus haut - 12. Neige et soleil.
- 2009 : 200903BL/1 (tract-CD) : 01. Absent - 02. Sans rancune - 03. Absent (version album).
- 2009 : Cahiers d'Essai (EP Live) : 01. À tes souhaits - 02. Plus haut (avec Julien Biget) - 03. Pour toi - 04. Comme à la guerre (avec Julien Biget) - 05. Contretemps.
- 2012 : À la quarte (maxi EP) : 01. (  ) - 02. Mauvais temps - 03. La première - 04. Aux pieds - 05. Pleine lune - 06. (  ).
- 2014 : L'autre bout du globe : 01. Cliché - 02. Si tu - 03. Autant - 04. Félins
- 2018 : Fracanusa : 01. Si tu - 02. Il m'a semblé te voir - 03. Où aller - 04. Jamais toujours - 05. Félins - 06. Petits (L'horizon chimérique) - 07. 21 décembre - 08. À l'autre bout du globe

## Distinctions
- 2004 - Lauréat des Daran Awards, concours de reprises de Daran. Il est invité les 9 et 10 avril 2004 sur la scène de l'Européen pour interpréter sa version bossa du titre Extrême.
- 2005 - Coup de cœur de la deuxième édition du Festival des Granges (Laimont - 55).
- 2006 - Lauréat du Grand Prix Claude Lemesle pour la chanson Comme à la guerre[13].
- 2007 - Coup de cœur de l'Académie Charles-Cros pour son premier album Essai[14].
- 2009 - Lauréat "Musique" du festival Ici & Demain[15].
- 2014 - Prix Radio Arverne (décerné par les auditeurs), aux Rencontres Matthieu-Côte, Cébazat[16].
- 2014 - Lauréat de "La pépite d'Aure", à Bayeux[17].
- 2015 - Médaille d'argent de la chanson, à Saignelégier (Suisse)[18].
- 2015 - Pic d'Argent au 30e Festival Paroles et Musiques, à Tarbes[19]
- 2019 - Finaliste du Prix Georges Moustaki[20]
- 2019 - Coup de cœur de l'Académie Charles Cros pour son album Fracanusa[21]